# Swinburne University of Technology Sarawak Campus

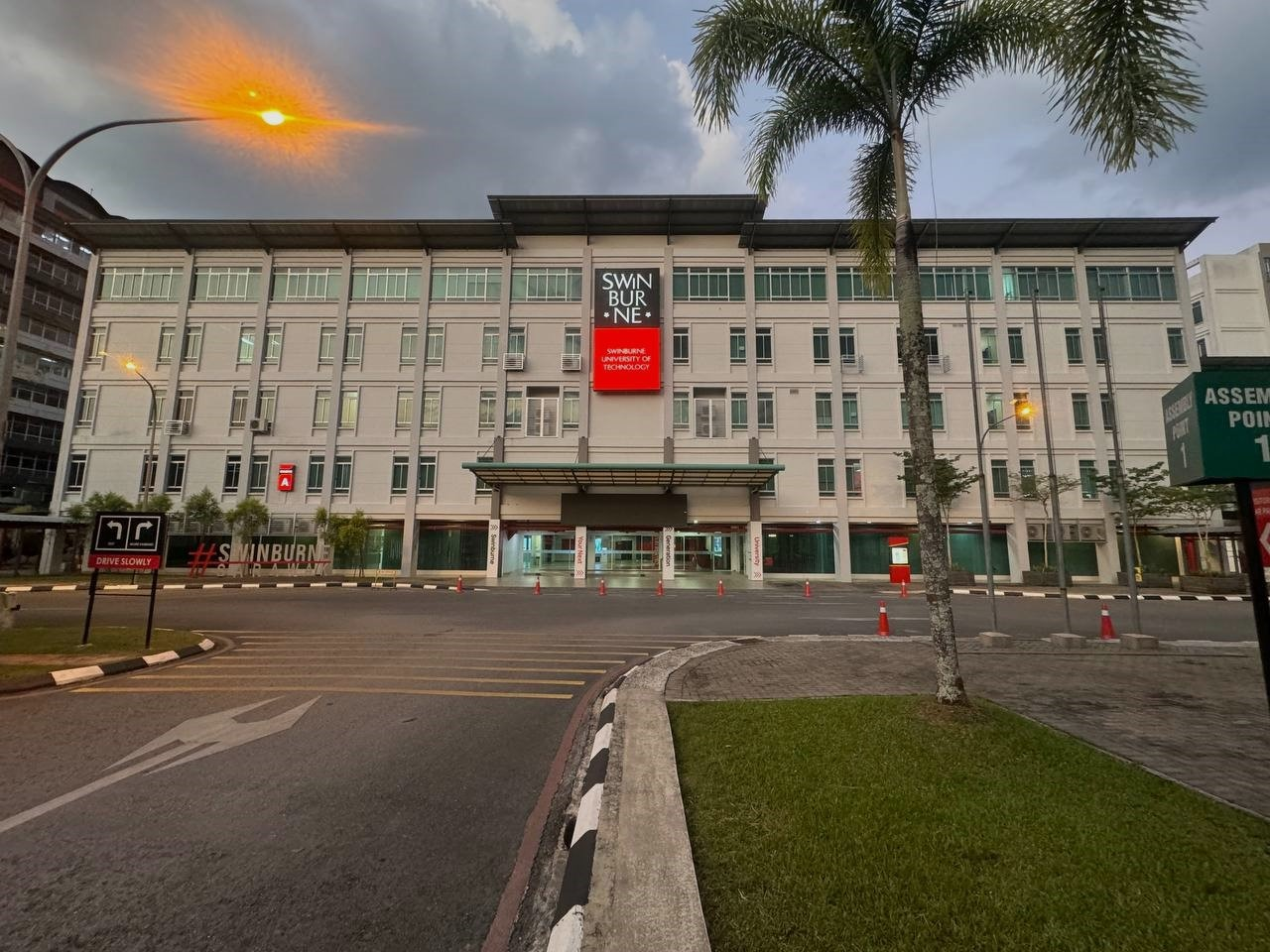
Swinburne University of Technology Sarawak Campus.

Der im Jahre 2000 gegründete Swinburne University of Technology Sarawak Campus ist der internationale Campus der australischen Swinburne University of Technology in Kuching im Bundesstaat Sarawak, Malaysia. Sie ist eine Kooperation der Regierung des Bundesstaates Sarawak mit der Swinburne University, wobei der Bundesstaat 75 Prozent und die Universität 25 Prozent der Anteile hält.

## Organisation
Das hauptamtliche Management des Campus der Universität wird durch den Pro Vice-Chancellor and Chief Executive geleitet. Dieser wird durch die Universitätsleitung in Australien beaufsichtigt. Es könne aus folgenden Bereich Fächer bis zum Master oder bis zum Doktor studiert werden:
- Business
- Design
- Engineering
- Science
- Computing
- English Language